# Portretul contesei Albazzi
Portretul contesei Albazzi este o pictură în ulei pe pânză realizată în 1880 de către pictorul francez Édouard Manet. A devenit o parte a colecției Thannhauser din Solomon R. Guggenheim Museum, ca moștenire a lui Hilde Thannhauser.
Acest portret realizat de Manet este un pastel executat pe o pânză foarte fină întinsă pe lemn. S-a folosit amorsarea alburie, pastelul este fragil și există o serie de pierderi minuscule pe toată suprafața pânzei.
Portretul contesei Albazzi a fost printre ultimele lucrări ale lui Manet și a fost prezentat în expoziții din Paris, Berna și Martigny, în Europa.
În perioada în care acest portret a fost executat (1880), Manet participa anual la Salonul de la Paris și lucra la o expoziție solitară amenajată de Georges Charpentier.